# يوسيتا
بلدية يوسيتا (بالإسبانية: Lloseta) هي بلدية تقع في منطقة جزر البليار شرق إسبانيا.

## الديموغرافيا
بلغ عدد سكان بلدية يوسيتا 5.703 نسمة عام 2011 (وفقاً للمعهد الوطني للإحصاء الإسباني).
| 4.544 | 4.523 | 4.909 | 5.295 | 5.493 | 5.704 | 5.703 |